# Minix
Minix is een opensource-besturingssysteem gemaakt door Andrew S. Tanenbaum, hoogleraar informatica aan de Vrije Universiteit in Amsterdam als voorbeeldsysteem voor zijn boek Operating Systems: Design and Implementation. In het boek staan 12.000 regels code voor de kernel, geheugenmanagement en bestandsbeheer. Voor het grootste gedeelte is Minix geschreven in C.
Minix is gedeeltelijk gebaseerd op Unix, maar met een microkernel in plaats van de klassieke monolithische kernel. De bedoeling van Minix was dat studenten het in drie maanden studie konden snappen. Minix was ook bedoeld om compact te zijn. Volgens Tanenbaum start het op in één seconde. Eerder heeft hij het besturingssysteem Amoeba gemaakt en later de Globe-distributie.

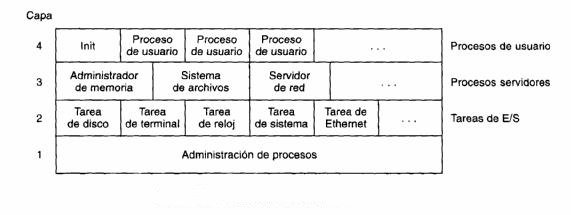
Estructura MINIX
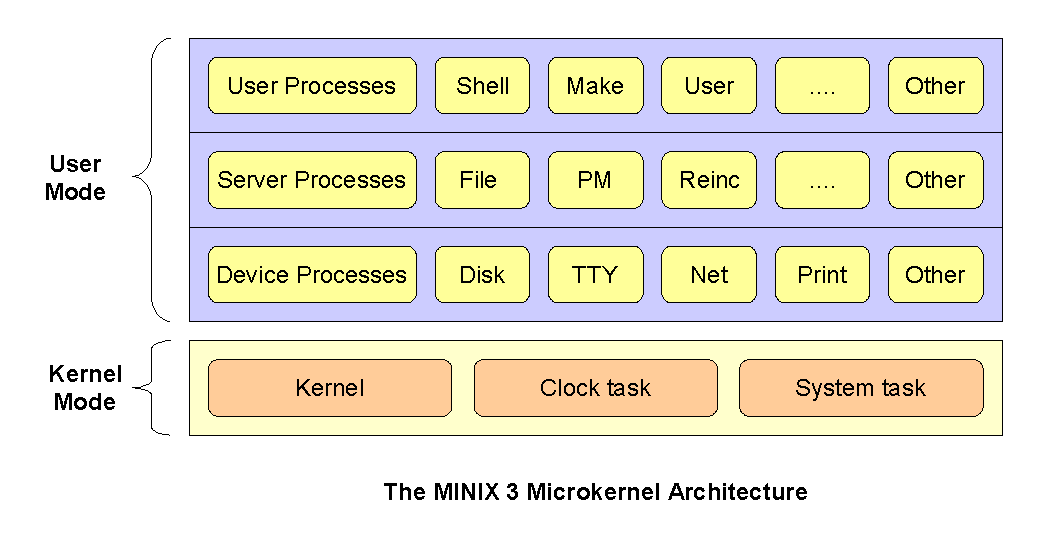
The MINIX 3 Microkernel Architecture
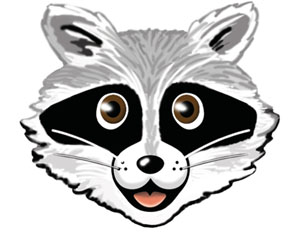
Rocky Raccoon, the mascot of Minix 3

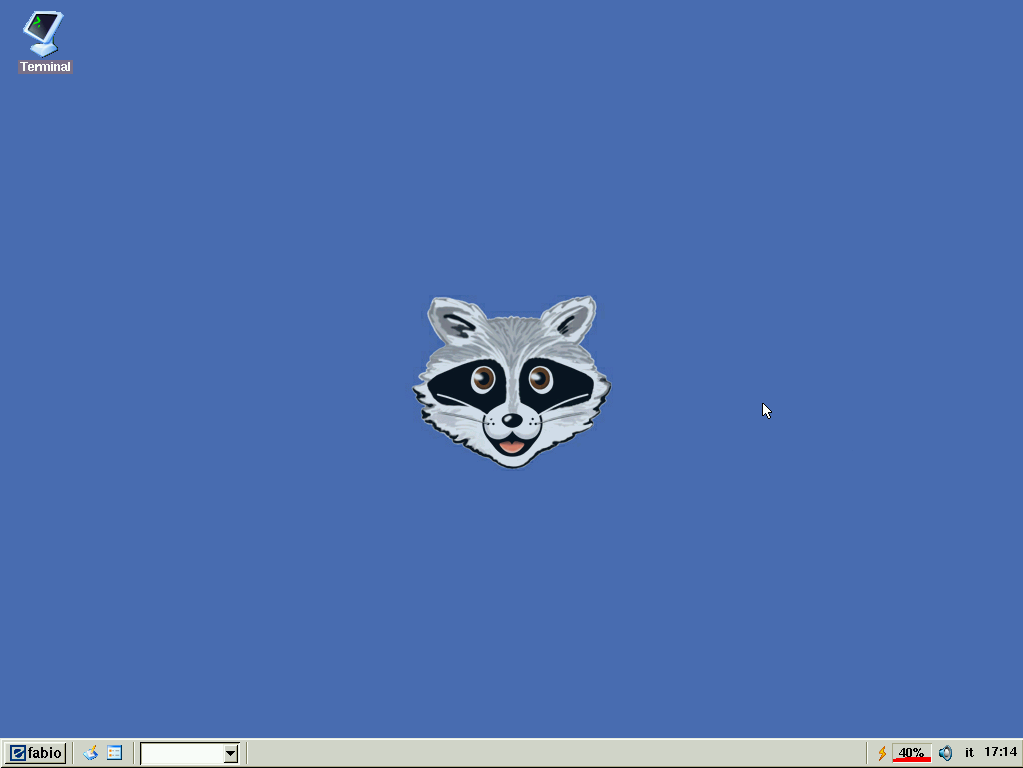
MINIX 3.1.7 running X11 with the EDE

In oktober 2005 werd versie 3 uitgebracht. Deze versie bestaat uit minder dan 4000 regels code en is er op gericht betrouwbaar te zijn. Het is vooral bedoeld voor onderwijsdoeleinden of als besturingssysteem voor embedded systems.
Toen Linus Torvalds in 1991 zelf een besturingssysteem wilde maken, liet hij zich inspireren door Minix, maar schreef de code van het besturingssysteem zelf. Met aanvullingen van anderen via het internet resulteerde dat in de Linuxkernel, die een monolithische kernel is en geen microkernel.
Er is ook een ARM-port van Minix beschikbaar.